# ゆうぎり (護衛艦)
ゆうぎり（ローマ字：JS Yugiri, DD-153）は、海上自衛隊の護衛艦。あさぎり型護衛艦の3番艦。艦名は「夕方に立つ霧」（夕霧）に由来し、旧海軍の東雲型駆逐艦「夕霧」、吹雪型駆逐艦「夕霧」に続いて日本の艦艇としては3代目。
本記事は、本艦の艦暦について主に取り扱っているため、性能や装備等の概要についてはあさぎり型護衛艦を参照されたい。

## 艦歴

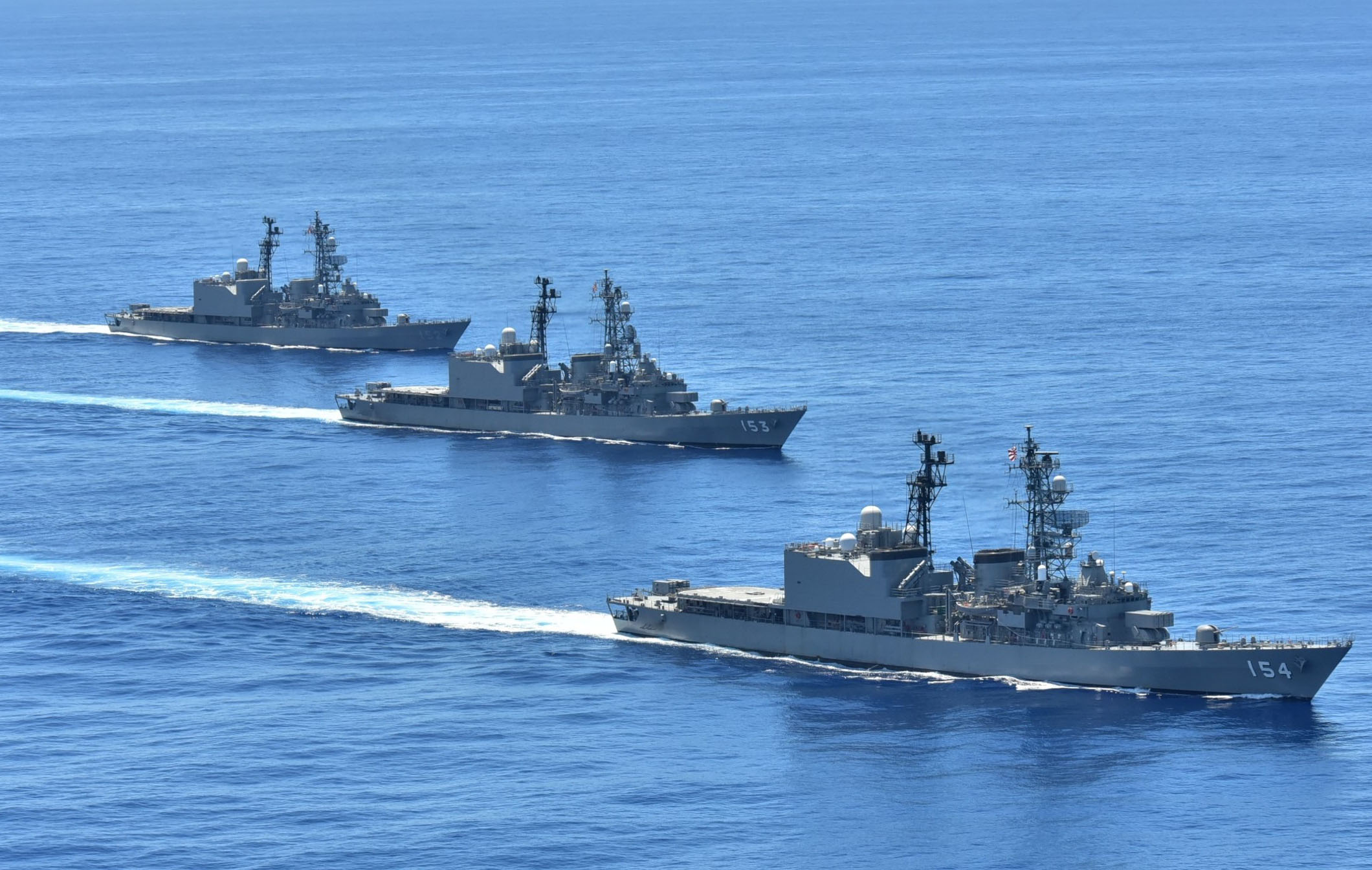
第11護衛隊の3艦。手前から「あまぎり」、「ゆうぎり」、「やまぎり」

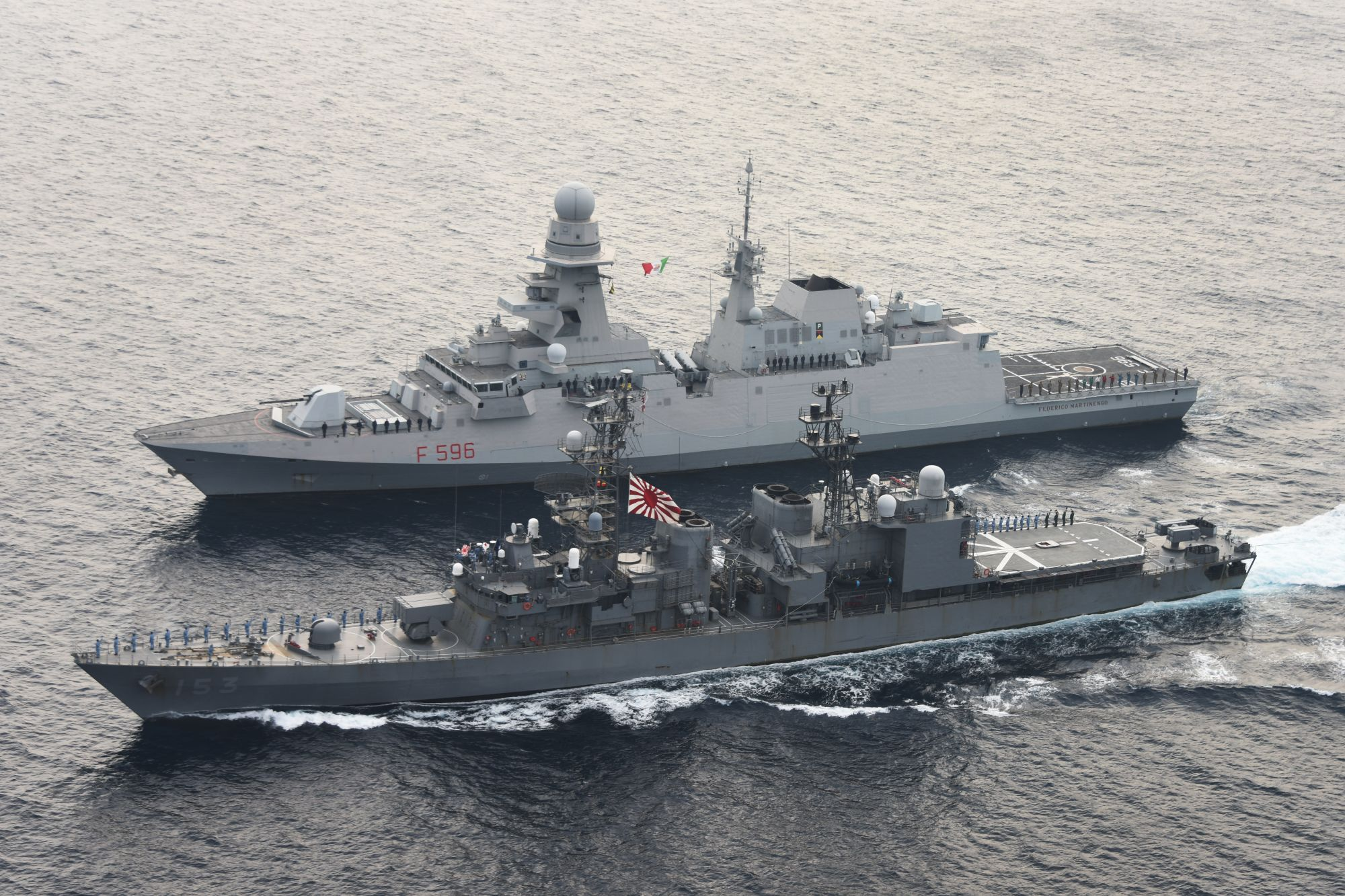
イタリア海軍フリゲート「フェデリコ・マルティネンゴ」と共同訓練中の「ゆうぎり」（手前）

「ゆうぎり」は、中期業務見積りに基づく昭和59年度計画3,500トン型護衛艦2224号艦として、住友重機械追浜造船所浦賀工場で1986年2月25日に起工され、1987年9月21日に進水、1989年2月28日に就役し、第1護衛隊群に直轄艦として編入され横須賀に配備された。
1989年3月17日、第1護衛隊群隷下に第46護衛隊が新編され、同日付で就役した「あまぎり」と共に編入。
1991年7月1日から7月31日、護衛艦「しらね」と共にフィリピン方面海上実習に参加。
1994年、護衛艦「くらま」、「さわかぜ」、「はたかぜ」、「こんごう」、「あまぎり」、「あさぎり」、「はまぎり」、補給艦「ときわ」、潜水艦「たけしお」と共に環太平洋合同演習(RIMPAC)に参加。5月31日に横須賀基地出港。8月24日に横須賀基地帰投。
1995年7月1日から8月4日、フィリピン方面海上実習に参加。
同年11月2日、ウィリアム・J・ペリーアメリカ国防長官が来艦。
1996年5月19日から8月13日、環太平洋合同演習(RIMPAC)に参加。同演習参加中の6月4日14時15分（現地時間）ハワイの西方約2,400㎞の西部太平洋上で20mm機関砲(CIWS)による射撃訓練を実施中、標的を曳航していたアメリカ海軍空母「インディペンデンス」搭載のA-6艦上攻撃機を誤射により、撃墜するという事故を起こしている（パイロットは脱出し内火艇により救助）。
1997年3月24日、隊番号の改正により第46護衛隊が第5護衛隊に改称。
2000年、練習艦「かしま」と共に遠洋練習航海に参加。4月14日、東京を出港し、西回りでの世界一周遠洋練習航海に従事中の4月19日に後部煙突付近から出火したが、損害軽微のため航行を続行し、9月8日、東京に帰投。
2001年3月14日、第3護衛隊群第7護衛隊に編入され、定係港が大湊となり、同地に転籍。
2005年3月19日に江田内を出港し、練習艦「かしま」、護衛艦「むらさめ」と共に近海練習航海に参加。神戸、四日市、大湊基地、横須賀基地、東京晴海ふ頭に寄港。その後、遠洋練習航海に参加し、イギリスのポーツマスに寄港の際にはトラファルガーの海戦200周年記念国際観艦式に参加している。
2009年、遠洋練習航海に参加。
2010年5月8日に第5次派遣海賊対処行動水上部隊に参加するため大湊基地を出航し、5月10日に横須賀基地を出航した「むらさめ」と合同してアデン湾へ向かった。6月5日から9月16日まで34回の船団護衛を実施し、10月15日に横須賀に寄港したのち、10月17日に大湊に帰港した。この任務中の6月9日、屎尿浄化装置の異常によりトイレ内に有毒ガスが充満し、隊員1名が中毒死する事故が起きている。
2011年3月11日に発生した東北地方太平洋沖地震による東日本大震災に対し、災害派遣される。
2012年8月31日、第13次派遣海賊対処行動水上部隊としてソマリア沖・アデン湾に向けて大湊から「まきなみ」とともに出航。任務終了後の帰投途上の2013年1月23日、インド洋でモルディブ国防軍コーストガード哨戒艇「シャヒード・アリ」と親善訓練を実施し、2月11日、大湊に帰投した。
2013年3月7日、編成替えにより護衛艦隊直轄第11護衛隊に編入、定係港が再び横須賀となり、同地に転籍。編入後、函館どつくで定期検査及び艦齢延命工事を受ける。
2016年3月6日、第24次派遣海賊対処行動水上部隊として「ゆうだち」と共にソマリア沖・アデン湾に向けて横須賀基地から出航し、9月7日に横須賀に帰港した。なお、帰国途上の9月1日、フィリピン海軍の「ラジャ・フマボン」（旧護衛艦「はつひ」）と親善訓練を実施した。
2021年2月9日から3月16日にかけて練習艦「せとゆき」及び「はたかぜ」とともに第54期一般幹部候補生課程（部内課程）学生の外洋練習航海に参加する。その参加途中の2月26日にはグアム周辺海空域において本艦のみスペイン海軍練習帆船「フアン・セバスティアン・デ・エルカーノ」と親善訓練を実施した。また、2月28日には僚艦とともに同海空域において米海軍空母「セオドア・ルーズベルト」、巡洋艦「バンカー・ヒル」と共同訓練を実施した。
同年6月12日、第39次派遣海賊対処行動水上部隊として横須賀から出港する。なお、出国行事は6月5日に横須賀地区で実施した後、新型コロナウイルス感染症拡大の状況を踏まえ、乗組員全員に対しPCR検査を実施するとともに、5日から横須賀及び日本近海において14日間にわたり訓練等を行いつつ乗組員の健康観察を実施した上で、ソマリア沖・アデン湾に向け進出した。その進出途上の6月30日にはトリンコマリー沖で米スリランカ主催共同訓練（CARAT）に参加。米海軍からは沿海域戦闘艦「チャールストン」、P-8A、スリランカ海軍からは哨戒艦「ガジャバフ」、「サユララ」、スリランカ空軍からはBELL212等が参加し、捜索救難訓練、戦術運動等を実施した。7月10日には、カラチ沖において、パキスタン海軍フリゲート「アラムジル」及び搭載航空機（Z-9EC）と日パキスタン親善訓練を実施した。同年8月29日、アデン湾において、ドイツ海軍フリゲート「バイエルン」との間で共同訓練を実施した。同年9月14日、アデン湾においてイタリア海軍フリゲート「フェデリコ・マルティネンゴ」と共同訓練を実施した。同年10月16日、アデン湾においてスペイン海軍フリゲート「ビクトリア」と共同訓練を実施した。11月11日、アデン湾において英海軍空母「クイーン エリザベス」を中心とする英空母打撃群（CSG21）との間で共同訓練を実施した。任務終了後の帰国途上の12月13日に沖縄南方海域においてドイツ海軍フリゲート「バイエルン」日独共同訓練を実施した。同年12月19日に横須賀に帰港した。
2024年3月5日、沖縄南方海域において、自衛艦隊司令部、第3護衛隊とともに海上保安庁との共同訓練を実施した。海保からは第十一管区海上保安本部、巡視船「おきなわ」・「くにがみ」が参加し、情報共有訓練、護衛艦及び巡視船の運動要領等に関する訓練を実施した。
同年6月14日および15日、関東南方の訓練海域においてインド海軍フリゲート「シヴァリク」と日印共同訓練（JIMEX24）を実施した。訓練項目は各種戦術訓練（対潜戦、対水上戦、LINKEX）、CROSS DECK及びPHOTOEX。
同年8月23日、関東南方の訓練海域においてシンガポール海軍フリゲート「ストルワート」と日星親善訓練を実施した。訓練項目は戦術運動、PHOTOEX。
現在は、護衛艦隊第11護衛隊に所属し、定係港は横須賀である。

### 歴代艦長
| 代 | 氏名       | 在任期間                | 出身校・期 | 前職                                            | 後職                                             | 備考                 |
| -- | ---------- | ----------------------- | ---------- | ----------------------------------------------- | ------------------------------------------------ | -------------------- |
| 01 | 古沢 稔    | 1989.2.28 - 1990.3.22   | 防大11期   | ゆうぎり艤装員長                                | 海上自衛隊第1術科学校教官 兼 研究部員            |                      |
| 02 | 阿部好晴   | 1990.3.23 - 1991.8.4    | 防大11期   | あおくも艦長                                    | 第2海上訓練指導隊副長 兼 指導部長                |                      |
| 03 | 泉 徹      | 1991.8.5 - 1992.8.19    | 防大17期   | なつぐも艦長                                    | 海上自衛隊東京業務隊付                           |                      |
| 04 | 峰岡偉津夫 | 1992.8.20 - 1994.8.19   | 防大15期   | あおくも艦長                                    | 第1海上訓練指導隊                                |                      |
| 05 | 村中 章    | 1994.8.20 - 1996.8.19   | 防大17期   | 自衛隊旭川地方連絡部募集課長                    | 海上自衛隊幹部学校                               |                      |
| 06 | 西田利雄   | 1996.8.20 - 1997.12.7   | 防大16期   | 第1海上訓練指導隊付                             | たちかぜ艦長                                     |                      |
| 07 | 菅原貞眞   | 1997.12.8 - 1999.3.25   | 防大20期   | じんつう艦長                                    | 第2海上訓練指導隊砲術科長                        |                      |
| 08 | 大河戸正己 | 1999.3.26 - 2000.9.19   | 防大20期   | 自衛隊愛媛地方連絡部募集課長                    | 海上自衛隊幹部学校教官                           |                      |
| 09 | 古閑徹郎   | 2000.9.20 - 2002.3.21   | 防大19期   | 第1海上訓練指導隊                               | 大湊海上訓練指導隊船務航海科長                   |                      |
| 10 | 篠村靖彦   | 2002.3.22 - 2003.4.20   | 防大29期   | みょうこう砲雷長兼副長                          | 海上幕僚監部人事教育部 人事計画課                |                      |
| 11 | 鍋田智雄   | 2003.4.21 - 2004.8.2    | 防大26期   | 情報本部                                        | 護衛艦隊司令部幕僚                               |                      |
| 12 | 藤原実知也 | 2004.8.3 - 2006.3.30    | 防大28期   | 海上幕僚監部防衛部指揮通信課                    | 海上訓練指導隊群司令部幕僚                       |                      |
| 13 | 田尻裕昭   | 2006.3.31 - 2007.8.19   | 防大27期   | 舞鶴地方総監部防衛部 第3幕僚室長                | 統合幕僚監部 指揮通信システム運用課 情報保証班長 |                      |
| 14 | 塚田文彦   | 2007.8.20 - 2008.7.24   |            | 護衛艦隊司令部                                  | 海上自衛隊幹部学校付                             | 2008.7.1 1等海佐昇任 |
| 15 | 大賀康弘   | 2008.7.25 - 2009.9.30   | 防大35期   | 第1護衛隊群司令部幕僚                           | 海上幕僚監部 人事教育部人事計画課                |                      |
| 16 | 鈴木 亨    | 2009.10.1 - 2010.11.23  | 防大27期   | 大湊地方総監部防衛部 第3幕僚室長 兼 第5幕僚室長 | 統合幕僚学校                                     |                      |
| 17 | 西村俊行   | 2010.11.24 - 2011.11.27 | 防大37期   | 海上幕僚監部人事教育部補任課                    | 統合幕僚監部防衛計画部計画課                     |                      |
| 18 | 加治 勇    | 2011.11.28 - 2013.3.11  |            | 統合幕僚監部防衛計画部防衛課                    | 海上幕僚監部総務部総務課                         | 2013.1.1 1等海佐昇任 |
| 19 | 牧 孝行    | 2013.3.12 - 2014.3.9    | 防大37期   | 第2護衛隊群司令部                               | 海上訓練指導隊群司令部                           | 2014.1.1 1等海佐昇任 |
| 20 | 松尾 巧    | 2014.3.10 - 2015.3.22   | 防大35期   | 海上幕僚監部防衛部装備体系課                    | しょうなん艦長                                   |                      |
| 21 | 佐瀬智之   | 2015.3.23 - 2016.9.29   | 防大42期   | 海上幕僚監部防衛部防衛課                        | 海上幕僚監部防衛部装備体系課                     |                      |
| 22 | 山下義弘   | 2016.9.30 - 2017.12.3   | 防大33期   | 大湊地方総監部管理部人事課長                    | 大湊地方総監部監察官                             |                      |
| 23 | 山下健一   | 2017.12.4 - 2019.7.31   | 防大40期   | 舞鶴海上訓練指導隊砲雷科長                      | 海上幕僚監部指揮通信情報部情報課                 |                      |
| 24 | 関健太郎   | 2019.8.1 - 2020.8.31    | 防大45期   | 掃海隊群司令部幕僚                              | 横須賀基地業務隊本部補充部付                     |                      |
| 25 | 熊代 威    | 2020.9.1 - 2022.3.9     | 防大45期   | 海上幕僚監部防衛部運用支援課                    | 統合幕僚監部防衛計画部防衛課                     |                      |
| 26 | 小栁浩史   | 2022.3.10 - 2023.4.0    |            | 呉海上訓練指導隊砲雷科長                        |                                                  |                      |
| 27 | 坂部健太郎 | 2023.4.0 - 2024.4.21    |            |                                                 | 海上幕僚監部防衛部運用支援課勤務                 | 2024.1.1 1等海佐昇任 |
| 28 | 平塚陽一郎 | 2024.4.22 - 2025.6.0    |            |                                                 |                                                  |                      |
| 29 | 小寺佑一   | 2025.6.0-               |            |                                                 |                                                  |                      |